# Nico Rosberg
Nico Erik Rosberg (* 27. června 1985 Wiesbaden, Německo) je bývalý německý pilot Formule 1 a mistr světa z roku 2016. V roce 2005 vyhrál sérii GP2, když hájil barvy týmu ART. Předtím jezdil za tým svého otce ve Formuli 3. Formule 1 se účastnil v letech 2006 až 2016.
Nico Rosberg je synem mistra světa Formule 1 z roku 1982, Kekeho Rosberga, a jeho ženy Siny. Narodil se v německém městě Wiesbaden, vyrůstal však převážně v Monaku, kde také dodnes žije. Má německou i finskou státní příslušnost, ve Formuli 1, stejně jako v ostatních šampionátech FIA, reprezentoval Německo, v dřívější době ale reprezentoval Finsko, druhou vlast svého otce.
Rosberg mluví plynně německy, anglicky, španělsky, portugalsky, italsky a francouzsky; finsky umí jen pasivně, přesto se dále snaží finštinu naučit. Je ženatý, za ženu si vzal dlouholetou přítelkyni Vivian. V roce 2015 se jim narodila dcera Alaia.

## 1996–2004: Juniorské formule

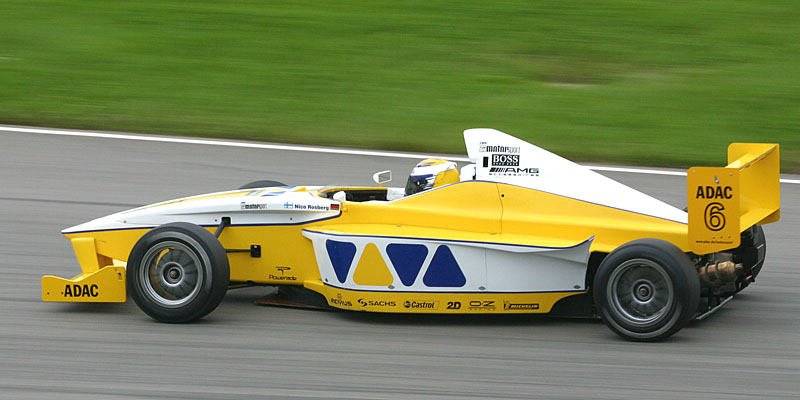
Rosberg vyhrál v roce 2002 Německý šampionát Formule BMW, což mu pomohlo v jeho budoucí kariéře.

Rosberg začal na motokárách v roce 1996, ve věku 11 let. Poté se přesunul do Německé Formule BMW v roce 2002, kde také získal titul. Jeho výsledky mu zajistily místo v týmu jeho otce, v evropské sérii Formule 3. Tady závodil až do roku 2004.

## 2005: GP2 - ART Grand Prix
V roce 2005 se Rosberg připojil k týmu ART Grand Prix v nově vzniklé sérii GP2. A hned v první sezóně vyhrál mistrovský titul.

## Formule 1

### 2006–2009: Williams

#### 2006

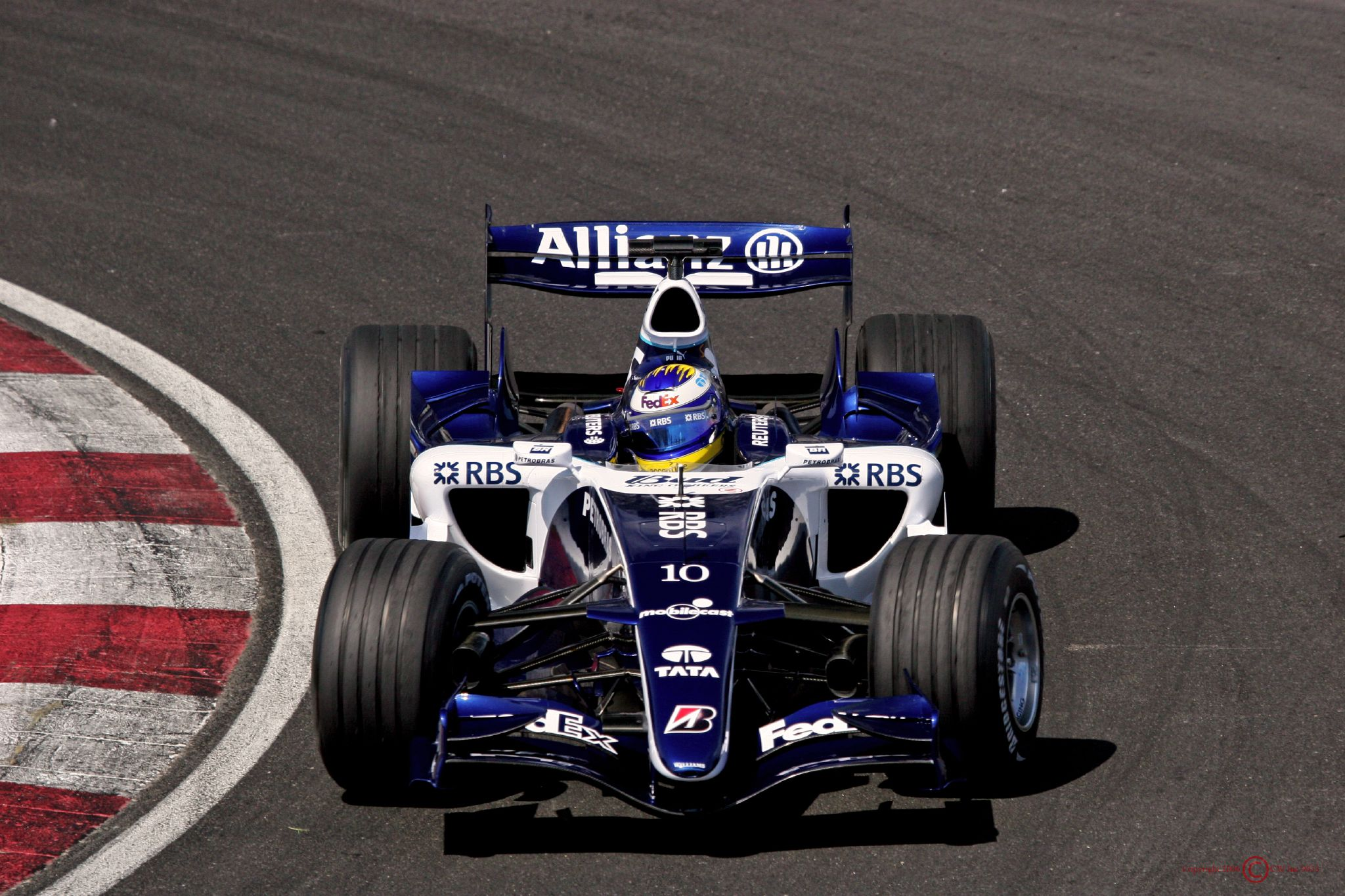
Rosberg při Grand Prix Kanady 2006.

Ke konci roku 2005 byl Rosberg oficiálně potvrzen jako jezdec Williams pro sezónu 2006. V prvním závodě ve Formuli 1, v Bahrajnu, neměl Rosberg vůz schopný konkurovat těm nejlepším. Problém nastal hned v prvním kole, kdy Rosberg poškodil přední křídlo. I tak ale nakonec skončil na 7. místě, za svým stájovým kolegou Markem Webberem, a dokonce zajel nejrychlejší kolo závodu. Stal se tak nejmladším jezdcem v historii F1, který to dokázal. Ihned se začalo spekulovat, že by v budoucnu mohl jezdit třeba za McLaren.
V Malajsii se kvalifikoval na výborném 3. místě, ale motor Cosworth, použitý kvůli pravidlům již v Bahrajnu, vydržel jen 7 kol. Své další body si Nico Rosberg vyjel až při Grand Prix Evropy, když vytěžil hlavně z poruchy hydrauliky svého stájového kolegy.
Zbytek sezóny nebyl příliš vydařený; Rosberg odstoupil z 4 ze 7 závodů a ani v jednom nedokázal bodovat. Nejblíže k bodům měl v Británii, kde skončil pouze o 1 sekundu za osmým Jacquesem Villeneuvem. Celkem tak Nico Rosberg ve své první sezóně nasbíral 4 body, Webber nasbíral jen o 3 body víc. Sezóna tak byla pro celý tým Williams zklamáním.

#### 2007

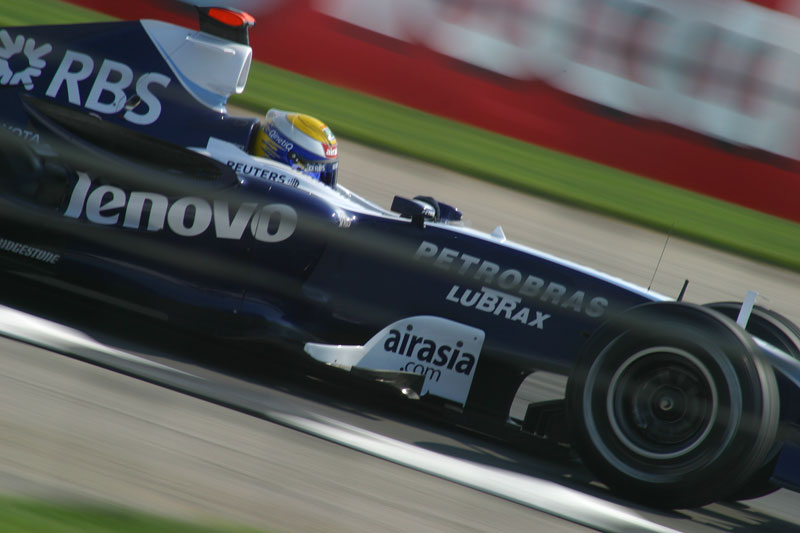
Rosberg v Grand Prix USA 2007.

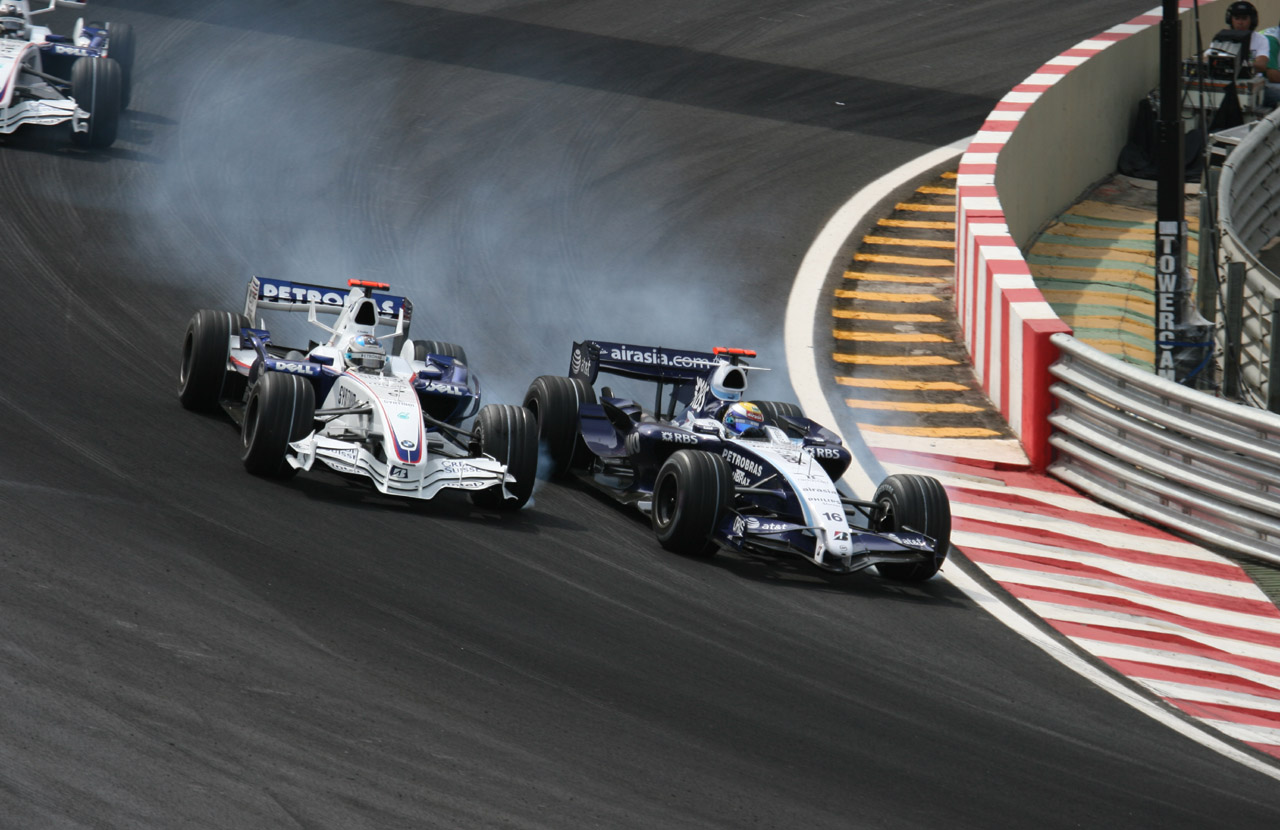
Rosberg zaznamenal svůj nejlepší výsledek v roce 2007 při Grand Prix Brazílie 2007, když v závodě předjel oba vozy BMW Sauber.

Williams přišel v roce 2007 s motory Toyota a také s novým jezdcem, Alexandrem Wurzem. Rosbergův bývalý stájový kolega Mark Webber se přesunul do týmu Red Bull Racing po bok Davida Coultharda. Na začátku testování vypadal motor Toyoty FW29 velice dobře. Rosberg ale zůstával při zemi a řekl, že „v F1 nemůžete naráz skočit z posledních míst na ta první“.
V sezóně 2007 dokončil Rosberg 7 závodů na bodech. Svůj nejlepší výsledek v kariéře si vyjel v posledním závodě, v Brazílii, kde dojel na 4. místě. V Austrálii, Maďarsku a Turecku skončil na 7. místě a v Itálii a Belgii obsadil 6. příčku. V Kanadě startoval ze 7. místa a nakonec si v závodě o dvě příčky polepšil. Rosberg nedokončil pouhé 3 závody; v Malajsii mu selhala ve 14. kole hydraulika a 5 kol před koncem musel odstoupit v USA. Porucha elektroniky ho zastavila v Japonsku.
Během první půle sezóny 2007 měl více bodů na kontě Wurz, v druhé polovině ho ale Nico Rosberg v poháru jezdců přeskočil. Celkově nasbíral 20 bodů a umístil se na 9. místě.

#### 2008
Sezóna 2008 začala pro Nica Rosberga skvěle. Vylepšil si své osobní maximum a dokončil závod v Austrálii na 3. místě, vybojoval své první pódium v kariéře. Malajsie mu ale nevyšla podle jeho představ a skončil až na 14. místě. Bod za 8. místo si připsal v Bahrajnu, ve Španělsku ho ale zradil motor a musel ze závodu odstoupit. V dalších deseti závodech se mu vůbec nedařilo, bodoval jen 2× 8. místem, v Turecku a při Grand Prix Evropy. Chuť si ale spravil při Grand Prix Singapuru, kde poprvé v kariéře dokonce vedl závod, nakonec ale skončil na 2. místě za Fernandem Alonsem. Šanci na vítězství mu vzala hlavně 10sekundová penalizace stop-go, když vjel do boxů při zavřené pitlane kvůli výjezdu safety caru. Ve zbytku sezóny na tento úspěch nenavázal, nebodoval, a celkově skončil na 13. pozici se 17 body.

#### 2009
V sezóně 2009 Rosberg pokračoval s Williamsem a sezóna to byla velice solidní. Celkem bodoval v 11 závodech ze 17 a jen jedinkrát nedokončil závod. Na rozdíl od předešlé sezóny se ani jednou neumístil na stupních vítězů. Jeho nejlepšími výsledky tak byla dvě 4. místa, z Německa a Maďarska. Co do počtu bodů to ale pro něj byla nejvíce povedená sezóna, se ziskem 34,5 bodu se umístil na celkové 7. pozici a výrazně tak zastínil svého týmového kolegu, Kazuki Nakadžimu, který za celou sezónu nenasbíral ani jeden bod.

### 2010–2016: Mercedes

#### 2010

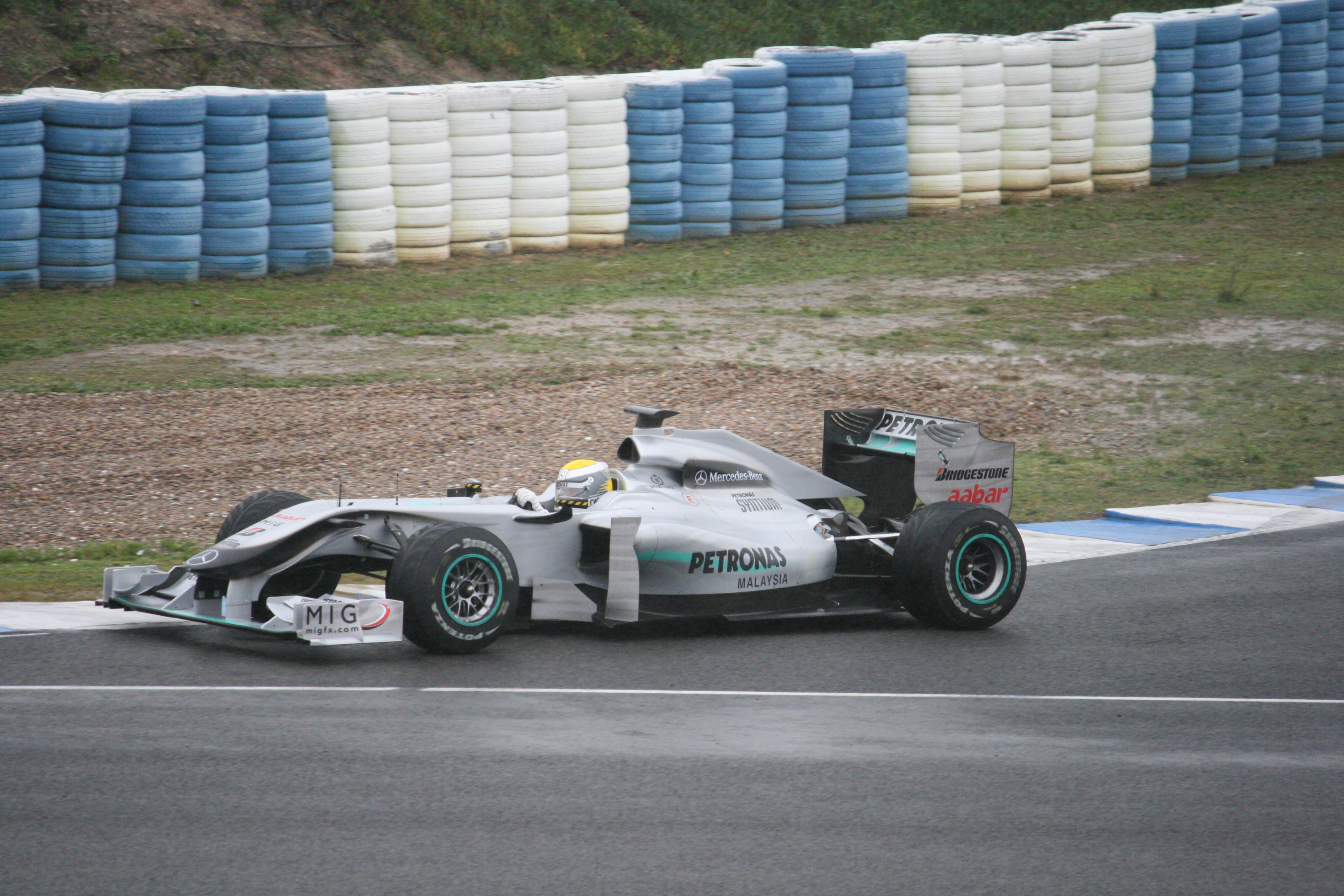
Rosberg testuje Mercedes na okruhu Jerez v únoru 2010.

Nico Rosberg podepsal 23. listopadu 2009 smlouvu s Mercedesem, jeho týmovým kolegou pak byl 23. prosince oznámen vracející se sedminásobný mistr světa Michael Schumacher. Týmu Williams Nico Rosberg poděkoval za dlouholetou podporu, avšak jako důvod svého odchodu uvedl, že si myslí, že Williams momentálně není schopen vyhrávat závody, které samozřejmě Rosberg vyhrávat chce. Většinu sezóny byl Rosberg lepší než Schumacher, porážel ho i v kvalifikacích, i v závodech. V kvalifikaci na Grand Prix Malajsie skončil 2. Bylo to poprvé, co se dostal do první řady. V samotném závodě dojel na 3. místě. Bylo to první pódium týmu Mercedes od jeho návratu. V následujícím závodě v Číně byl opět 3. Ve zbytku sezóny dojel na pódiu jen jednou, byl 3. v Grand Prix Velké Británie. Ve většině závodů však bodoval a posbíral celkem 142 bodů, které mu zajistily 7. místo v šampionátu.

#### 2011
Ačkoliv měl Mercedes poměrně dobré auto, byl v mrtvé zóně. Red Bull, Ferrari a McLaren měli o dost rychlejší auta, zatímco ostatní soupeři pod Mercedesem měli auta mnohem pomalejší. Sezóna, co se týká umístění, moc úspěšná nebyla. Nejlepším umístěním byla dvě 5. místa. Na konci sezóny měl celkem 89 bodů a potřetí v řadě dokončil sezónu na sedmém místě v šampionátu.

#### 2012
Po sedmém místě v kvalifikaci, kdy v prvních dvou částech zajel nejrychlejší časy, obsadil dvanáctou příčku v Grand Prix Austrálie. Po osmé příčce v kvalifikaci na Grand Prix Malajsie skončil třináctý, přestože v průběhu závodu jezdil čtvrtý, propadl se kvůli špatnému stavu pneumatik. V kvalifikaci Grand Prix Číny si vyjel svou první pole position a v závodě své první vítězství. Bylo to první vítězství Mercedesu od roku 1955. V kvalifikaci na GP Bahrajnu skončil pátý, stejné místo obsadil i v závodě, po kterém byl vyšetřován pro své nebezpečné obranné manévry před Alonsem a Hamiltonem. Po startu ze 6. místa dokončil GP Španělska sedmý. Druhou příčku obsadil v kvalifikaci a i v samotné Grand Prix Monaka. Ve zbytku sezóny se už však na pódium nedostal, nejlepším výsledkem bylo 5. místo v Grand Prix Singapuru 2012. Sezónu dokončil na 9. místě s 93 body.

#### 2013
Týmovým kolegou se mu pro rok 2013 stal Lewis Hamilton. V prvním závodě sezóny, Grand Prix Austrálie, musel odstoupit. Během Grand Prix Malajsie byl na 4. místě, když chtěl předjet Hamiltona, ale tým mu to zakázal. V Grand Prix Bahrajnu a Španělska získal pole position, ale dokázal dojet jenom 9., resp. 6. Pole position získal i v Grand Prix Monaka, v tomto závodě však dokázal vyhrát. Znova dokázal vyhrát o dva závody později, v Grand Prix Velké Británie. Další velké ceny byl Rosberg velmi rychlý v kvalifikacích, v závodech však často na nejlepší vozy nestačil, i tak ale pravidelně bodoval, např. ziskem dvou čtvrtých míst. V Grand Prix Indie dojel 2., v následující Grand Prix Abu Zabí 3. Rosberg zakončil sezónu dvěma silnými kvalifikacemi a 9. a 5. místem. Skončil na celkovém 6. místě v šampionátu s 171 body, Hamilton měl o 18 více.

#### 2014
Rosberg vyhrál hned v prvním závodě, Grand Prix Austrálie. Ačkoliv Hamilton nedojel, bylo již po tomto závodě jasné, že Mercedesy jsou o třídu lepší než soupeři. Následující čtyři závody dojel Rosberg 2., vždy za Hamiltonem, který všechny závody vyhrál. Rosberg znova vyhrál až při Grand Prix Monaka, druhý rok v řadě na tomto okruhu. V Grand Prix Kanady postihly oba Mercedesy problémy s brzdami. Hamilton odstoupil a Rosberg dojel 2. za Danielem Ricciardem v Red Bullu, Byl to první závod v sezóně, který nevyhrál ani jeden z Mercedesů. Rosberg pak vyhrál Grand Prix Rakouska a vedl v Grand Prix Velké Británie, avšak selhala mu převodovka. Další závod, Grand Prix Německa, vyhrál. Dalších sedm závodů však vyhrát nedokázal, většinu však dojel na 2. místě, první byli dvakrát Ricciardo a pětkrát Hamilton. Tuto sérii bez vítězství ukončil až při Grand Prix Brazílie. Do posledního závodu sezóny, Grand Prix Abu Zabí, odstartoval se ztrátou 17 bodů a šancí vyhrát titul, protože za poslední závod se v roce 2014 udělovalo dvojnásobek bodů. Porouchalo se mu však auto, zatímco Hamilton vyhrál jak závod, tak i titul mistra světa. Rosberg dokončil sezónu s 5 výhrami a 317 body.

#### 2015
Vstup do sezóny se Rosbergovi moc nepovedl, když s opět dominantním Mercedesem nedokázal vyhrát ani jednu z prvních čtyř velkých cen. Dvakrát dojel druhý a dvakrát třetí. Jeho týmový kolega a největší rival Hamilton vyhrál tři z těchto závodů. Grand Prix Malajsie vyhrál Sebastian Vettel ve Ferrari. Rosberg však vyhrál pátý závod sezóny ve Španělsku a následně vyhrál i v Monaku. V Monaku vyhrál již třetím rokem v řadě, což před ním dokázali jenom Graham Hill, Alain Prost a Ayrton Senna. Poté dojel druhý v Kanadě a opět vyhrál při Grand Prix Rakouska. V dalším závodě, Grand Prix Velké Británie, dojel opět druhý za vítězným Hamiltonem. V Maďarsku jezdil na druhém místě, kolidoval však s Danielem Ricciardem a dojel až osmý. V Belgii skončil opět 2., až za Hamiltonem. Během Grand Prix Itálie se mu porouchal motor, zatímco Hamilton opět vyhrál. Po tomto závodě ztrácel na Hamiltona už 53 bodů. Následně v Singapuru dojel 4. V kvalifikaci na další závod sezóny, Grand Prix Japonska, zajel pole position a započal sérii prvních míst v kvalifikaci, která trvala až do konce roku (6 závodů). Ovšem v samotném závodě dojel druhý, když se před něj během závodu dostal Hamilton. V Rusku musel odstoupit kvůli poruše a Hamilton opět vyhrál. Do Grand Prix USA šel se ztrátou 73 bodů na v šampionátu prvního Hamiltona. Touto dobou byl Rosberg v šampionátu až třetí, když se před něj dostal Vettel, který ztrácel na Hamiltona 66 bodů. Rosberg musel v závodě vyhrát, aby zabránil Hamiltonovi vyhrát titul již při této velké ceně. Rosberg do závodu odstartoval z 1. místa, jenže hned v první zatáčce ho kontroverzně předjel Hamilton a Rosberg se propadl až na páté místo. Rosberg se však opět dokázal postupně dostat na 1. místo. Jenže v závěrečné fázi závodu chyboval a propadl se na druhé místo. Hamilton tedy vyhrál závod i celý šampionát. Rosberg poté vyhrál všechny 3 zbývající velké ceny, konkrétně Grand Prix Mexika, Grand Prix Brazílie a Grand Prix Abu Zabí. V šampionátu skončil druhý, s 322 body (59 bodů méně, než Hamilton).

#### 2016
Sezóna začala pro Rosberga dobře, když se kvalifikoval druhý na Grand Prix Austrálie. Hned po startu jej však předjela obě Ferrari Vettela a Räikkönena, avšak předjel Hamiltona. Závod nakonec, po strategické chybě Ferrari, vyhrál. V dalším závodě v Bahrajnu opět vyhrál. V Číně zajel pole position, zatímco jeho týmový kolega Hamilton startoval poslední. Rosberg pole position využil a třetí závod v řadě vyhrál. V Rusku opět startoval první a počtvrté v řadě vyhrál. Bylo to také jeho první Grand Slam vítězství (vedl každé kolo od startu do konce). Po tomto závodě měl Rosberg maximum možných bodů, 100, a vedl o 43 bodů nad Hamiltonem. V kvalifikaci na Grand Prix Španělska byl druhý, jenže hned v prvním kole závodu se spolu s Hamiltonem střetli a oba museli odstoupit. Do Grand Prix Monaka se kvalifikoval na druhém místě. Šlo o první závod sezóny, kde z prvního místa nestartoval jezdec Mercedesu. Jenže Rosberg byl během závodu v dešti velmi pomalý. Dokonce před sebe musel pustit Hamiltona, který nakonec závod vyhrál. Rosberg se po pitstopu zasekl na 6. místě a v posledním kole ho ještě předjel Nico Hulkenberg. Rosberg tedy dojel až sedmý, a tím byla ukončena jeho vítězná série v Monaku. Do Grand Prix Kanady startoval ze druhé pozice. Start se nepovedl jemu ani vedle něho stojícímu Hamiltonovi. Oba dva předjel Vettel a když se Rosberg snažil dostat před Hamiltona, tak byl v první zatáčce vytlačen mimo trať. Propadl se až na 10. místo, závod dokončil na 5. místě. V kvalifikaci na Grand Prix Evropy v ázerbájdžánském hlavním městě Baku získal pole position. Hamilton se ho snažil ohrozit, ale při nájezdu do zatáčky si ve třetí části kvalifikace ulomil zavěšení pravého předního kola. Rosberg si start ohlídal a celý závod si udržoval náskok před svými konkurenty. Závod vyhrál stylem start–cíl s náskokem 16 sekund na druhého Vettela. V pořadí šampionátu Hamiltonovi odskočil na 24 bodů. V dalším průběhu sezony se mu podařilo vyhrát ve Velkých cenách Belgie, Itálie a v Singapuru. Zlomovým okamžikem sezóny se ukázala být GP Malajsie, která se jela jako šestý závod od konce. V první zatáčce do Rosberga narazil Sebastian Vettel s Ferrari a roztočil Rosbergův Mercedes. Ten sice mohl pokračovat, ale musel se probíjet dopředu skrz celé pole. Nakonec dojel třetí. I tohle umístění pro něj nakonec mělo „cenu zlata“, protože jeho týmovému kolegovi a rivalovi v boji o titul Lewisi Hamiltonovi vzplál motor, když kroužil na prvním místě. Další GP v pořadí, Velkou cenu Japonska Rosberg vyhrál, kdy na Hamiltona najel dalších 10 mistrovských bodů. V této části sezony Rosberg vedl před Hamiltonem již o 33 bodů. V této chvíli Rosbergovi stačilo neriskovat a hlídat si druhá místa ve všech zbývajících závodech. A přesně to Rosberg dělal. Drama mohla přinést ještě Velká cena Brazílie, předposlední závod sezony. V den závodu se na okruh sneslo velké množství deště, závod byl několikrát zastaven a znovu odstartován. Rosberg nikdy nebyl fanouškem jízdy na mokru, ale i tady se mu podařilo držet se plánu a dojel druhý.
V posledním závodu sezony, GP Abú Dhabí, stačilo díky bodovému náskoku Rosbergovi dojet na jakémkoli místě na stupních vítězů aniž by se musel ohlížet, jak dojede Hamilton. Toho si byl Brit dobře vědom a v závodu se snažil Rosberga brzdit, aby tak dal šanci dalším pilotům Němce dojet a předjet. Tato taktika však Hamiltonovi nevyšla, Rosberg dojel na druhém místě a získal první místo v Mistrovství světa jezdců. Byl to jeho první titul Mistra světa Formule 1 a navázal tak na úspěch svého otce Keke Rosberga, který se stal šampionem v roce 1982. Pět dní po vítězném závodě šokoval motoristický svět okamžitým ukončením kariéry.
Nico Rosberg se tak stal 33. mistrem světa, třetím Němcem, který vyhrál titul ve F1 a prvním německým mistrem světa v německém voze.

### Rekordy a ocenění
- 2. nejmladší jezdec, který zajel nejrychlejší kolo v závodě: 20 let, 258 dní v Grand Prix Bahrajnu 2006
- 4. nejmladší jezdec, který získal body: 20 let, 258 dní, 7. místo v Grand Prix Bahrajnu 2006

## Kompletní výsledky
| Legenda k tabulce | Legenda k tabulce                                                                       |
| Barva             | Výsledek                                                                                |
| ----------------- | --------------------------------------------------------------------------------------- |
| Zlatá             | Vítěz                                                                                   |
| Stříbrná          | 2. místo                                                                                |
| Bronzová          | 3. místo                                                                                |
| Zelená            | Bodované umístění                                                                       |
| Modrá             | Nebodované umístění                                                                     |
| Modrá             | Dokončil neklasifikován (NC)                                                            |
| Fialová           | Odstoupil (Ret)                                                                         |
| Červená           | Nekvalifikoval se (DNQ)                                                                 |
| Červená           | Nepředkvalifikoval se (DNPQ)                                                            |
| Černá             | Diskvalifikován (DSQ)                                                                   |
| Bílá              | Nestartoval (DNS)                                                                       |
| Bílá              | Závod zrušen (C)                                                                        |
| Světle modrá      | Pouze trénoval (PO)                                                                     |
| Světle modrá      | Páteční testovací jezdec (TD)                                                           |
| Bez barvy         | Netrénoval (DNP)                                                                        |
| Bez barvy         | Vyřazen (EX)                                                                            |
| Bez barvy         | Nepřijel (DNA)                                                                          |
| Bez barvy         | Odvolal účast (WD)                                                                      |
| Bez barvy         | Nezúčastnil se (prázdné)                                                                |
| Označení          | Význam                                                                                  |
| Tučnost           | Pole position                                                                           |
| Kurzíva           | Nejrychlejší kolo                                                                       |
| †                 | Jezdec nedojel do cíle, ale byl klasifikován, protože odjel více než 90 % délky závodu. |
| ‡                 | Byl udělován poloviční počet bodů, protože bylo odjeto méně než 75 % délky závodu.      |
| Horní index       | Umístění bodujících jezdců ve sprintu                                                   |

### Formule 1
| Rok  | Tým                   | Šasi                   | Motor                           | 1       | 2       | 3       | 4       | 5       | 6       | 7       | 8      | 9       | 10      | 11     | 12      | 13      | 14      | 15      | 16      | 17      | 18      | 19     | 20     | 21    | Body | Umístění  |
| ---- | --------------------- | ---------------------- | ------------------------------- | ------- | ------- | ------- | ------- | ------- | ------- | ------- | ------ | ------- | ------- | ------ | ------- | ------- | ------- | ------- | ------- | ------- | ------- | ------ | ------ | ----- | ---- | --------- |
| 2006 | WilliamsF1 Team       | Williams FW28          | Cosworth CA2006 2,4 V8          | BHR 7   | MAL Ret | AUS Ret | SMR 11  | EUR 7   | ESP 11  | MON Ret | GBR 9  | CAN Ret | USA 9   | FRA 14 | GER Ret | HUN Ret | TUR Ret | ITA Ret | CHN 11  | JPN 10  | BRA Ret |        |        |       | 4    | 17. místo |
| 2007 | AT&T WilliamsF1 Team  | Williams FW29          | Toyota RVX-07 2,4 V8            | AUS 7   | MAL Ret | BHR 10  | ESP 6   | MON 12  | CAN 10  | USA 16† | FRA 9  | GBR 12  | EUR Ret | HUN 7  | TUR 7   | ITA 6   | BEL 6   | JPN Ret | CHN 16  | BRA 4   |         |        |        |       | 20   | 9. místo  |
| 2008 | AT&T WilliamsF1 Team  | Williams FW30          | Toyota RVX-08 2,4 V8            | AUS 3   | MAL 14  | BHR 8   | ESP Ret | TUR 8   | MON Ret | CAN 10  | FRA 16 | GBR 9   | GER 10  | HUN 14 | EUR 8   | BEL 12  | ITA 14  | SIN 2   | JPN 11  | CHN 15  | BRA 12  |        |        |       | 17   | 13. místo |
| 2009 | AT&T WilliamsF1 Team  | Williams FW31          | Toyota RVX-09 2,4 V8            | AUS 6   | MAL 8‡  | CHN 15  | BHR 9   | ESP 8   | MON 6   | TUR 5   | GBR 5  | GER 4   | HUN 4   | EUR 5  | BEL 8   | ITA 16  | SIN 11  | JPN 5   | BRA Ret | ABU 9   |         |        |        |       | 34,5 | 7. místo  |
| 2010 | Mercedes GP           | Mercedes MGP W01       | Mercedes FO 108X 2,4 V8         | BHR 5   | AUS 5   | MAL 3   | CHN 3   | ESP 13  | MON 7   | TUR 5   | CAN 6  | EUR 10  | GBR 3   | GER 8  | HUN Ret | BEL 6   | ITA 5   | SIN 5   | JPN 17† | KOR Ret | BRA 6   | ABU 4  |        |       | 142  | 7. místo  |
| 2011 | Mercedes GP           | Mercedes MGP W02       | Mercedes FO 108Y 2,4 V8         | AUS Ret | MAL 12  | CHN 5   | TUR 5   | ESP 7   | MON 11  | CAN 11  | EUR 7  | GBR 6   | GER 7   | HUN 9  | BEL 6   | ITA Ret | SIN 7   | JPN 10  | KOR 8   | IND 6   | ABU 6   | BRA 7  |        |       | 89   | 7. místo  |
| 2012 | Mercedes AMG Petronas | Mercedes F1 W03        | Mercedes FO 108Z 2,4 V8         | AUS 12  | MAL 13  | CHN 1   | BHR 7   | ESP 7   | MON 2   | CAN 6   | EUR 6  | GBR 15  | GER 10  | HUN 10 | BEL 11  | ITA 7   | SIN 5   | JPN Ret | KOR Ret | IND 11  | ABU Ret | USA 13 | BRA 15 |       | 93   | 9. místo  |
| 2013 | Mercedes AMG Petronas | Mercedes F1 W04        | Mercedes FO 108F 2,4 V8         | AUS Ret | MAL 4   | CHN Ret | BHR 9   | ESP 6   | MON 1   | CAN 5   | GBR 1  | GER 9   | HUN 19† | BEL 4  | ITA 6   | SIN 4   | KOR 7   | JPN 8   | IND 2   | ABU 3   | USA 9   | BRA 5  |        |       | 171  | 6. místo  |
| 2014 | Mercedes AMG Petronas | Mercedes F1 W05 Hybrid | Mercedes PU106A Hybrid 1,6 V6 t | AUS 1   | MAL 2   | BHR 2   | CHN 2   | ESP 2   | MON 1   | CAN 2   | AUT 1  | GBR Ret | GER 1   | HUN 4  | BEL 2   | ITA 2   | SIN Ret | JPN 2   | RUS 2   | USA 2   | BRA 1   | ABU 14 |        |       | 317  | 2. místo  |
| 2015 | Mercedes AMG Petronas | Mercedes W06           | Mercedes-Benz PU106B 1.6 V6     | AUS 2   | MAL 3   | CHN 2   | BHR 3   | ESP 1   | MON 1   | CAN 2   | AUT 1  | GBR 2   | HUN 8   | BEL 2  | ITA 17† | SIN 4   | JPN 2   | RUS Ret | USA 2   | MEX 1   | BRA 1   | ABU 1  |        |       | 322  | 2. místo  |
| 2016 | Mercedes AMG Petronas | Mercedes W07           | Mercedes-Benz PU106C 1.6 V6     | AUS 1   | BHR 1   | CHN 1   | RUS 1   | ESP Ret | MON 7   | CAN 5   | EUR 1  | AUT 4   | GBR 3   | HUN 2  | GER 4   | BEL 1   | ITA 1   | SIN 1   | MAL 3   | JPN 1   | USA 2   | MEX 2  | BRA 2  | ABU 2 | 385  | 1. místo  |

### GP2 Series
| Rok  | Tým            | 1         | 2           | 3         | 4         | 5         | 6         | 7         | 8         | 9         | 10        | 11        | 12        | 13        | 14        | 15        | 16         | 17        | 18        | 19        | 20        | 21        | 22        | 23        | Body | Umístění |
| ---- | -------------- | --------- | ----------- | --------- | --------- | --------- | --------- | --------- | --------- | --------- | --------- | --------- | --------- | --------- | --------- | --------- | ---------- | --------- | --------- | --------- | --------- | --------- | --------- | --------- | ---- | -------- |
| 2005 | ART Grand Prix | IMO FEA 8 | IMO SPR Ret | CAT FEA 9 | CAT SPR 4 | MON FEA 3 | NÜR FEA 3 | NÜR SPR 4 | MAG FEA 7 | MAG SPR 1 | SIL FEA 1 | SIL SPR 4 | HOC FEA 1 | HOC SPR 4 | HUN FEA 5 | HUN SPR 2 | IST FEA 17 | IST SPR 3 | MNZ FEA 2 | MNZ SPR 2 | SPA FEA 3 | SPA SPR 5 | BHR FEA 1 | BHR SPR 1 | 120  | 1. místo |

## Juniorské formule
| Rok  | Název série      | Tým          | Pořadí   | Body | Závody | Vítězství | Pole Position | Podium |
| ---- | ---------------- | ------------ | -------- | ---- | ------ | --------- | ------------- | ------ |
| 2002 | F BMW ADAC (GER) | VIVA Racing  | 1. místo | 264  | 20     | 9         | 5             | 13     |
| 2003 | F3 Euroseries    | Team Rosberg | 8. místo | 45   | 20     | 1         | 1             | 5      |
| 2004 | F3 Euroseries    | Team Rosberg | 4. místo | 70   | 19     | 3         | 2             | 5      |
| 2005 | GP2              | ART          | 1. místo | 120  | 23     | 5         | 4             | 12     |